# مصطفی دوغان
مصطفی دوغان (انگلیسی: Mustafa Doğan؛ زادهٔ ۱ ژانویهٔ ۱۹۷۶) بازیکن فوتبال اهل ترکیه است.
از باشگاه‌هایی که در آن بازی کرده‌است می‌توان به باشگاه فوتبال بشیکتاش، باشگاه فوتبال کلن، باشگاه فوتبال فنرباغچه، و باشگاه فوتبال اوردینگن ۰۵ اشاره کرد.
وی همچنین در تیم ملی فوتبال آلمان بازی کرده‌است.